# Ardenner Schinken
Der Ardenner Schinken (französisch jambon d’Ardenne) ist ein geräucherter oder luftgetrockneter Schinken aus den belgischen Ardennen. Er wird in der Provinz Luxemburg und einigen angrenzenden Kantonen in Belgien hergestellt. Zur Herstellung wird eine Schweinekeule trocken eingesalzt oder in Salzlake eingelegt, an einem kühlen Ort reifen gelassen und oft auch geräuchert. Ein Königlicher Erlass vom 4. Februar 1974 schreibt die genauen Herstellungsbedingungen für Ardenner Schinken vor und legt ausführlich alle Qualitätskriterien dar. Der Ardenner Schinken ist durch das Siegel geschützte geografische Angabe (g.g.A.) der Europäischen Union geschützt.

## Jambon d’Ardenne

g.g.A-Siegel

Die Bezeichnung Jambon d’Ardenne ist sowohl durch königlichen Erlass vom 4. Februar 1974 und seit 1996 Europaweit geschützt. Der Schinken muss in der belgischen Provinz Luxemburg und einigen an die Provinz Luxemburg angrenzenden Kantonen in den Provinzen Lüttich und Namur hergestellt worden sein. Des Weiteren muss der Schinken alle Voraussetzungen und Qualitätsmerkmale des königlichen Erlasses erfüllen.

## Herstellung
Gemäß dem königlichen Erlass von 1974 muss der Schinken in Salz oder Salzlake eingelegt werden. Der so gepökelte Schinken muss sich im Salz einer Ruhephase unterziehen. Einspritzungen von Salz bzw. Salzlake in das Fleisch ist dabei nicht zulässig. Nach der Ruhe wird der Schinken geräuchert. Es darf beim Räuchern ausschließlich Holz von Laubbäumen verwendet werden unter Beigabe von Wacholderbeeren. Nach dem Räuchern muss der Schinken in kühlen, belüfteten Räumen reifen.